# Argyrosomus thorpei
Argyrosomus thorpei är en fiskart som beskrevs av Smith, 1977. Argyrosomus thorpei ingår i släktet Argyrosomus och familjen havsgösfiskar. Inga underarter finns listade i Catalogue of Life.